# Ladies' Turn
Pour plus de détails, voir Fiche technique et Distribution.
Ladies' Turn  est un film documentaire franco-sénégalais de 2012 réalisé par Hélène Harder,.

## Synopsis
Avec la participation des membres de l'association Ladies' Turn et des joueuses de football locales, le film raconte le combat des jeunes filles sénégalaises pour briser les tabous liés à la pratique du football par les filles.

## Distinctions
- Meilleur long métrage, Festival du film féministe de Londres 2012[4]
- Prix du public "Feminist Favourite", Festival du film féministe de Londres 2012[5]